# Wilhelm Schüchter
Wilhelm Schüchter (né le 15 décembre 1911 à Bonn, décédé le 27 mai 1974 à Dortmund) est un chef d'orchestre allemand. Il a été chef principal à Dortmund et a laissé des enregistrements d'opéras.

## Biographie
Schüchter a étudié le piano à la Hochschule für Musik und Tanz Köln, la composition avec Philipp Jarnach, et la direction d'orchestre avec Hermann Abendroth. Ses débuts ont été au Landestheater de Coburg avec Cavalleria rusticana de Mascagni et Pagliacci de Leoncavallo.
En 1940 il était au Mainfranken Theater Würzburg, un an plus tard au Théâtre d'Aix-la-Chapelle avec Herbert von Karajan. En 1943 il a été premier chef au Neues Schauspielhaus à Berlin. De 1945 à 1957 il a été second chef après Hans Schmidt-Isserstedt de l'orchestre symphonique de Radio Hamburg, appelé en 1956 Orchestre symphonique de la NDR. De 1953 à 1955 il a été chef principal du Nordwestdeutsche Philharmonie à Herford. À partir de 1959, il a conduit l'Orchestre symphonique de la NHK. Son dernier poste a été en 1962 directeur musical de l'Orchestre philharmonique de Dortmund, puis en 1966 celui d'intendant de l'opéra de Dortmund.